# Salijan Sharipov

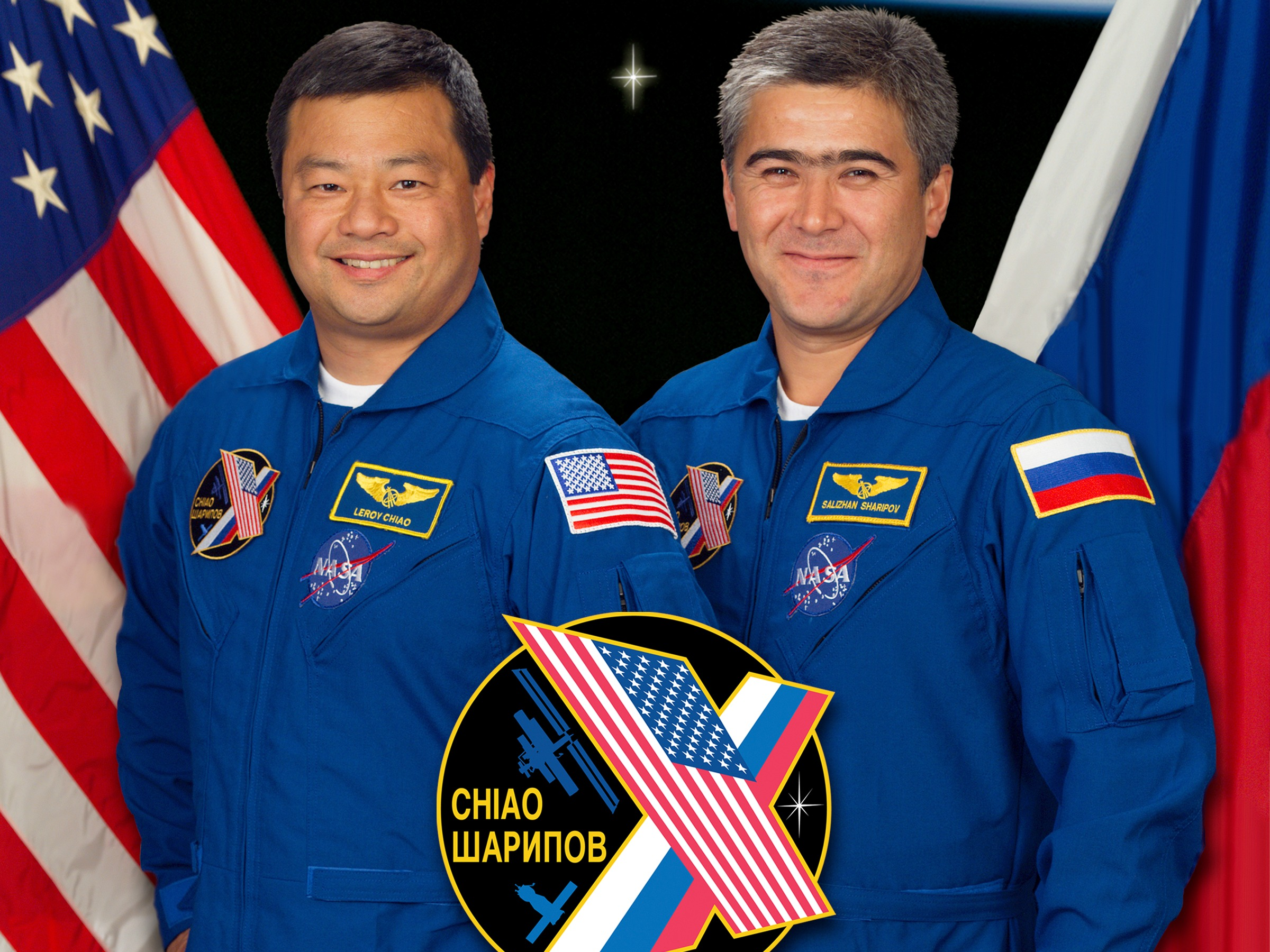
O astronauta Leroy Chiao (esq) e Salijan Sharipov serviram na Expedição 10 da Estação Espacial Internacional.

Salijan Shakirovich Sharipov (em russo:  Салижан Шакирович Шарипов) (Uzgen, 24 de agosto de 1964) é um ex-cosmonauta de dupla nacionalidade quirguiz-russo. Sharipov reformou-se em 2008.

## Biografia
Graduado na Escola de Pilotos da Força Aérea Soviética em 1987. Em 1994 graduou-se em Cartografia na Universidade Estatal de Moscou.
Salijan é casado com Nadejda Mavlyanovna Sharipova e tem um casal de filhos. Gosta de futebol e leitura. Seu pai, Shakirjan Sharipov, reside em sua cidade natal.

## Experiência
Após graduar na Escola de Pilotos da Força Aérea Soviética em 1987 trabalhou como instrutor de pilotos e instruiu oito cadetes. Tem 950 horas de voo e experiência voando em aeronaves MiG-21 e L-39.
Selecionado pelo Centro de Treinamento de Cosmonautas Yuri Gagarin (GCTC), Sharipov se tornou candidato a cosmonauta em 1990. Em 1992 completou o treinamento geral e tornou-se cosmonauta. Como membro do grupo de cosmonautas, completou o curso completo para missões à estação espacial MIR para a função de comandante.
Sharipov tem mais de 211 horas no espaço.
Serviu como especialista de missão na tripulação da missão STS-89 (22-31 de Janeiro–1998), a oitava missão ônibus espacial-Mir onde a tripulação transferiu mais de 3,5 toneladas de equipamentos científico e de logística, além de água do ônibus espacial Endeavour para a estação espacial Mir. Essa missão foi a quinta e última onde ocorreu troca de tripulante americano na MIR (entregou Andy Thomas e retornou David Wolf). A missão durou 8 dias, 19 horas e 47 segundos, viajando 5,8 milhões de quilômetros em 138 órbitas ao redor da Terra.
Sharipov também serviu como engenheiro de voo da Expedição 10 na Estação Espacial Internacional.